# Hermann Boventer
Hermann Boventer (* 8. Dezember 1928 in Düsseldorf; † 1. Juni 2001 in den USA) war ein deutscher Journalist, Erwachsenenbildner und Publizist. Er war von 1972 bis 1981 Vorsitzender der Gesellschaft Katholischer Publizisten Deutschlands und machte sich vor allem als Medien- und Sozialethiker einen Namen.

## Leben
Hermann Boventer wurde am 8. Dezember 1928 in Düsseldorf geboren. Er studierte ab 1949 Kunstgeschichte, Philosophie und Soziologie an der Universität Bonn. Dank eines Fulbright-Stipendiums konnte er 1951/1952 für ein Studienjahr an die University of Wyoming in die USA gehen. 1954 promovierte er bei Erich Rothacker zum Thema „Die Theorie der Kultur in der amerikanischen Kulturanthropologie“.
Ab 1955 arbeitete Boventer als Dozent an einer Universität in New Jersey. Nachdem er in New York geheiratet hatte, kehrten er und seine Frau Dorothy 1957 mit dem in New Jersey geborenen Sohn Gregor Boventer nach Deutschland zurück. Dort arbeitete Boventer zunächst als Journalist bei der Tageszeitung Rheinische Post und ab 1958 als Leiter der Pressestelle beim Bund der Deutschen Katholischen Jugend in Düsseldorf. Später wurde er Chefredakteur der katholischen Jugend-Zeitschrift kontraste in Freiburg. 1961 gehörte Boventer zu einer Beobachterdelegation westdeutscher Jungjournalisten, die im Auftrag des Deutschen Bundesjugendrings (DBJR) vom Prozess gegen Adolf Eichmann aus Jerusalem berichteten.
1968 wechselte Hermann Boventer in die Erwachsenenbildung und wurde Direktor der katholischen Thomas-Morus-Akademie (bis 1981) in der bis Ende 1974 noch eigenständigen Stadt Bensberg. Dort übernahm er 1972 auch den Vorsitz der Gesellschaft Katholischer Publizisten Deutschlands (ebenfalls bis 1981). Außerdem arbeitete Boventer seit 1976 als Lehrbeauftragter für Medienethik und Kommunikationstheorie an der Universität Bonn und an der Universität München.
Nach einem Konflikt  über die künftige Entwicklung der Thomas-Morus-Akademie verlor Hermann Boventer seine Anstellung. Deshalb arbeitete er ab 1981, neben seinen Lehrtätigkeiten an den Universitäten in Bonn und München, als freier Publizist. Seither beschäftigte er sich in seinen zahlreichen Veröffentlichungen vor allem mit dem Spannungsfeld von Medienethik und Pressefreiheit.
Hermann Boventer starb am 1. Juni 2001 auf einer USA-Reise im Alter von 72 Jahren. Er hinterließ seine Frau Dorothy Failor Boventer, und seine Kinder Gregor Boventer (USA), Suzanne Lier (geb. Boventer), Helen Brenner (geb. Boventer) und David Boventer.

## Werk (Auswahl)
- als Herausgeber: Der Christ und die Gesellschaft. Katholische Soziallehre heute Thomas-Morus-Akademie, Bensberg 1975 (99 S.)
- Gebt uns die totale Schule: Pädagogik als Allmachtstraum. Edition Interfrom, Zürich 1975, ISBN 978-3-7201-5063-7 (98 S.)
- Rundfunkfreiheit: Legitimationskrise des öffentlich-rechtlichen Systems. Bachem, Köln 1977, ISBN 978-3-7616-0389-5 (16 S.)
- Politische Bildung: Ethik, Werte, Tugenden. Spee-Verlag, Trier 1980, ISBN 978-3-87760-037-5 (104 S.)
- Ethik des Journalismus. Zur Philosophie der Medienkultur. Universitäts-Verlag, Konstanz 1984, ISBN 978-3-87940-248-9 (507 S.)
- Wahrheit und Lüge im Journalismus. Köln 1986, ISBN 978-3-7616-0859-3 (16 S.)
- als Herausgeber: Medien und Moral. Universitäts-Verlag, Konstanz 1988, ISBN 978-3-87940-321-9 (188 S.)
- Pressefreiheit ist nicht grenzenlos: Einführung in die Medienethik. Bouvier, Bonn 1989, ISBN 978-3-416-02201-9 (310 S.)
- Medien-Spektakel: wozu Journalismus? USA und Deutschland. Knecht Verlag, Frankfurt am Main 1994, ISBN 978-3-7820-0695-8 (277 S.)
- als Herausgeber: Europa: Wiege des Humanismus und der Reformation. Lang Verlag, Frankfurt am Main 1997, ISBN 978-3-631-32109-6 (436 S.)